# Hermann Opoku
Hermann Kofi Opoku (* 7. März 1986 in Wien) ist ein ehemaliger österreichischer Basketballspieler.

## Laufbahn
Der Wiener ghanaischer Abstammung spielte Fußball und dann im Jugendbereich des UBBC Wien Basketball. 2002 wechselte er zu UKJ St. Pölten. Der 2,06 Meter messende Power Forward und Centerspieler verließ Österreich im Jahr 2005 und besuchte in der Saison 2005/06 die South Kent School in South Kent (US-Bundesstaat Connecticut). Zwischen 2006 und 2010 stand er in 80 Spielen für die Hochschulmannschaft der George Washington University auf dem Feld, erzielte dabei bei einer mittleren Einsatzzeit von 10,4 Minuten im Durchschnitt 2,5 Punkte sowie 2,3 Rebounds je Begegnung.
Zur Saison 2010/11 kam er nach Österreich zurück und spielte wieder beim Bundesligisten St. Pölten, für den er in 22 Ligaeinsätzen im Schnitt 9,9 Punkte sowie 6,6 Rebounds erzielte. Noch vor dem Saisonende verließ er St. Pölten und nahm Mitte Februar 2011 ein Angebot von ADT Tarragona an. In zehn Einsätzen für den spanischen Drittligisten erzielte der Österreicher im Schnitt 3,6 Punkte sowie 3,4 Rebounds pro Partie.
Zu Beginn der Saison 2011/12 stand er bei Guildford Heat in der British Basketball League unter Vertrag und bestritt drei Ligaspiele für die Mannschaft (2,7 Punkte, 3 Rebounds/Begegnung). Anfang November 2011 kam es zur Trennung. Opoku wechselte zu BK JIP Pardubice in die Tschechische Republik. In 25 Spielen kam er auf 2,4 Punkte sowie 2 Rebounds pro Begegnung. Des Weiteren trat er mit Pardubice im europäischen Vereinsbewerb EuroChallenge an.
Im August 2012 vermeldete Bundesligist Kapfenberg Bulls Opokus Verpflichtung. Er spielte bis zum Ende der Saison 2013/14 in Kapfenberg. 2014 gewann Opoku mit der Mannschaft den Pokalbewerb. Seine Bundesliga-Statistiken in Kapfenberg: 2012/13 erreichte Opoku Mittelwerte von 2,8 Punkten und 2 Rebounds, 2013/14 waren es 2,3 Punkte sowie 1,7 Rebounds je Begegnung.
Opoku kehrte nach dem Ende seiner Spielerlaufbahn an seinen Studienort Washington, D.C. zurück und ließ sich dort nieder.